# Josef von Báky
Josef von Báky (Zombor, 23 marzo 1902 – Monaco di Baviera, 28 luglio 1966) è stato un regista austro-ungarico conosciuto soprattutto per aver diretto nel 1943 uno dei kolossal della cinematografia tedesca dei tempi di guerra, Il barone di Münchhausen.

## Filmografia

### Regista
- La sposa scomparsa (Intermezzo) (1936)
- Il piccolo e grande amore (Die kleine und die große Liebe) (1938)
- Die Frau am Scheidewege (1938)
- A varieté csillagai (1939)
- Cuori in burrasca (Menschen vom Varieté) (1939)
- Quando comincia l'amore (Ihr erstes Erlebnis) (1939)
- Der Kleinstadtpoet (1940)
- Annelie (1941)
- Il barone di Münchhausen (Münchhausen) (1943)
- ...und über uns der Himmel (1947)
- Via Mala (1948)
- Der Ruf (1949)
- Das Tor zum Paradies (1949)
- Questi nostri genitori (Das doppelte Lottchen) (1950)
- La bocca che sognava (Der träumende Mund ) (1953)
- Tagebuch einer Verliebten (1953)
- Du bist die Richtige, co-regia di Erich Engel (1955)
- Hotel Adlon (1955)
- Dunja, la figlia della steppa (Dunja) !955)
- Fuhrmann Henschel (1956)
- Le avventure di Robinson (Robinson soll nicht sterben) (1957)
- Le precoci (Die Frühreifen) (1957)
- Confessi, dottor Korda! (Gestehen Sie, Dr. Corda) (1958)
- Stefanie (1958)
- Der Mann, der sich verkaufte (1959)
- Die ideale Frau (1959)
- Marili (1959)
- Sturm im Wasserglas (1960)
- Il fantasma maledetto (Die seltsame Gräfin), co-regia di (non accreditati) Jürgen Roland e Ottokar Runze

### Assistente regista
- Champagner, regia di Géza von Bolváry (1929)
- Vater und Sohn, regia di Géza von Bolváry (1929)
- Sparviero azzurro (Der Erzieher meiner Tochter), regia di Géza von Bolváry (1930)
- Baldoria (Delikatessen), regia di Géza von Bolváry (1930)
- Due cuori a tempo di valzer (Zwei Herzen im Dreiviertel-Takt), regia di Géza von Bolváry (1930)
- Un tango per te (Ein Tango für Dich), regia di Géza von Bolváry (1930)
- La canzone è finita (Das Lied ist aus), regia di Géza von Bolváry (1930)
- Der Herr auf Bestellung, regia di Géza von Bolváry (1930)
- Le allegre fanciulle di Vienna (Die lustigen Weiber von Wien), regia di Géza von Bolváry (1931)
- Il ratto di Monna Lisa (Der Raub der Mona Lisa), regia di Géza von Bolváry (1931)
- I cadetti di Vienna (Liebeskommando), regia di Géza von Bolváry (1931)
- Un bacio e una canzone (Ein Lied, ein Kuß, ein Mädel), regia di Géza von Bolváry (1932)
- Parata di primavera (Frühjahrsparade), regia di Géza von Bolváry (1934)
- Peter, regia di Hermann Kösterlitz (Henry Koster) (1934)
- Winternachtstraum, regia di Géza von Bolváry (1935)
- Stradivari, regia di Géza von Bolváry (1935)
- Die Entführung, regia di Géza von Bolváry (1936)
- Il castello di Fiandra (Das Schloß in Flandern), regia di Géza von Bolváry (1936)

### Produttore
- Der Ruf, regia di Josef von Báky (1949)
- La bocca che sognava (Der träumende Mund), regia di Josef von Báky (1953)